# Déli-Kárpátok

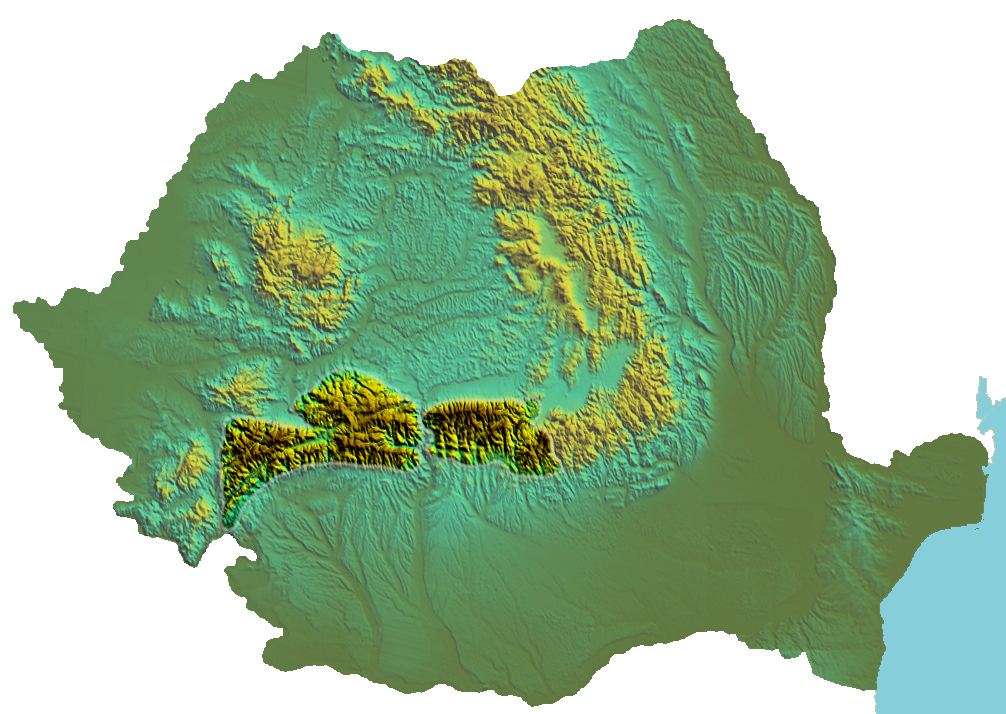
A Déli-Kárpátok

A Déli-Kárpátok (románul: Carpații Meridionali) vagy Erdélyi Alpok a Kárpátok vonulatának déli része, amely Romániában található és Erdély és Havasalföld történelmi tartományokat választja el egymástól. Határai: keleten a Prahova folyó völgye, északon az Erdélyi-medence, délen a havasalföldi Előkárpátok (Géta-Előkárpátok), nyugaton a Temes és a Cserna folyók völgye. Legmagasabb pontja a Fogarasi-havasokban lévő Moldoveanu-csúcs (2544m).

## Földrajz
A Déli-Kárpátokot átszelő völgyek és szorosok több csoportra osztják a hegyvonulatot:
- a Prahova völgyétől a Törcsvári-hágóig a Bucsecs csoport:
  - Bucsecs-hegység,
  - Leaota-hegység,
  - Királykő-hegység.
- a Törcsvári-hágótól a Vöröstoronyi-szorosig a Fogarasi-havasok csoportja:
  - Jézer-hegység,
  - Fogarasi-havasok,
  - Kozia-hegység.
- a Vöröstoronyi-szorostól a Zsil völgyéig és a Petrozsényi-medencéig a Páring csoport:
  - Páring-hegység,
  - Kapcina-hegység,
  - Szebeni-havasok,
  - Lotru-hegység,
  - Kudzsiri-havasok.
- a Zsil völgyétől a Temes és a Cserna völgyéig a Retyezát csoport:
  - Retyezát-hegység,
  - Godján-hegység,
  - Szárkő-hegység,
  - Vulkán-hegység,
  - Mehádiai-hegység,
  - Csernai-havasok.

Gyakran a Déli-Kárpátokhoz sorolják még a hegyvonulat nyugati szélén fekvő két különálló hegységet is: a Ruszka-havast és a több részből álló Bánsági-hegyvidéket (Krassó-Szörényi-érchegység, Szemenik-hegység, Almás-hegység, Lokva-hegység, Orsovai-hegység).

## Átlagmagasság
2000 m 